# Coppa Sabatini 1965
La Coppa Sabatini 1965, quattordicesima edizione della corsa, si svolse il 7 ottobre 1965 su un percorso di 231 km. La vittoria fu appannaggio dell'italiano Luciano Armani, che completò il percorso in 5h45'00", precedendo i connazionali Graziano Battistini e Ugo Colombo.

## Ordine d'arrivo (Top 10)
| Pos. | Corridore           | Squadra           | Tempo    |
| ---- | ------------------- | ----------------- | -------- |
| 1    | Luciano Armani      | Bianchi-Mobylette | 5h45'00" |
| 2    | Graziano Battistini | Vittadello        | s.t.     |
| 3    | Ugo Colombo         | Filotex           | s.t.     |
| 4    | Mario Zanin         | Maino             | a 0'20"  |
| 5    | Franco Bodrero      | Legnano           | a 2'27"  |
| 6    | Franco Bitossi      | Filotex           | a 4'55"  |
| 7    | Dino Zandegù        | Bianchi-Mobylette | s.t.     |
| 8    | Adriano Passuello   | Ignis             | s.t.     |
| 9    | Flaviano Vicentini  | Ignis             | s.t.     |
| 10   | Marcello Mugnaini   | Maino             | s.t.     |